# Модели рассеивания примеси
Модели рассеивания примеси — математические модели распространения примесей в атмосфере.

## Гауссовы модели
Гауссовы модели основаны на гипотезе о том, что распределение частиц в струе или облаке близко к нормальному.

### Нестационарная Гауссова модель
Уравнение, описывающее распределение загрязняющего вещества для нестационарного случая

{\displaystyle C(x,y,z,t)={\frac {Q}{(2\pi )^{3/2}\sigma _{x}\sigma _{y}\sigma _{z}}}\exp[-{\frac {((x-x_{0})-ut)^{2}}{2\sigma _{x}^{2}}}]\exp[-{\frac {(y-y_{0})^{2}}{2\sigma _{y}^{2}}}]\{\exp[-{\frac {(z-H)^{2}}{2\sigma _{z}^{2}}}]+\exp[-{\frac {(z+H)^{2}}{2\sigma _{z}^{2}}}]\}}
- {\displaystyle C(x,y,z,t)} - Концентрация загрязняющего вещества в точке с координатами {\displaystyle x,y,z}  в момент времени {\displaystyle t}, [г/м3]
- {\displaystyle Q} - мощность непрерывного точечного источника загрязнения, [г/с](здесь просто количество загрязнения [г])
- {\displaystyle u} - скорость ветра на высоте H метров, [м/с]
- {\displaystyle H} - эффективная высота источника загрязнения, [м]
- {\displaystyle t} - время транспорта, [с]
- {\displaystyle \sigma _{x},\sigma _{y}} - горизонтальные дисперсии, [м]
- {\displaystyle \sigma _{z}} - вертикальная дисперсия, [м]
- {\displaystyle x_{0},y_{0},H} - координаты точечного источника загрязнения, [м]

Параметры {\displaystyle \sigma _{x},\sigma _{y},\sigma _{z}} увеличиваются с расстоянием {\displaystyle x-x_{0}}, скорость увеличения зависит от интенсивности турбулентности и тем самым от стабильности атмосферы. Для практического использования зависимости {\displaystyle \sigma _{x},\sigma _{y},\sigma _{z}} от расстояния определяются на основании экспериментальных данных.

### Стационарная Гауссова модель
Интегрируя по времени концентрацию загрязнений, выбрасываемых из непрерывного источника, можно получить установившееся распределение концентрации для стационарной модели Гаусса
{\displaystyle C(x,y,z)={\frac {Q}{2\pi u\sigma _{y}\sigma _{z}}}\exp[-{\frac {(y-y_{0})^{2}}{2\sigma _{y}^{2}}}]\{\exp[-{\frac {(z-H)^{2}}{2\sigma _{z}^{2}}}]+\exp[-{\frac {(z+H)^{2}}{2\sigma _{z}^{2}}}]\}}
В обоих случаях направление ветра совпадает с направлением оси {\displaystyle x}
В гауссовой модели также предполагается, что имеет место отражение загрязняющего вещества от поверхности земли. Отражение характеризуется членом в фигурных скобках. Модель построена в предположении однородности и устойчивости атмосферы.
Представленная модель имеет ряд недостатков:
- Не учитывает рельеф поверхности
- Не учитывает изменение метеорологических параметров в пространстве и во времени
- Не описывает работу источников загрязнения работающих ограниченное время
- Используются характеристики полученные для наземных, а не приподнятых источников
- Не учитывает вертикальную структуру пограничного слоя

Гауссовы модели могут адекватно описывать распределение загрязняющего вещества только в горизонтальном направлении, для расчета вертикального профиля они применимы на очень коротких расстояниях.

### Модель Пасквилла-Бриггса
Значения дисперсий задаются в виде:

{\displaystyle \sigma _{y}=p_{1}x(1+q_{1}x)^{-0.5}}
{\displaystyle \sigma _{z}=p_{2}x(1+q_{2}x)^{-1}}
- {\displaystyle p_{i},q_{i}} - задаются таблично для каждого класса устойчивости атмосферы

Для расстояний от 100 м до 10 км в случае ровной открытой местности

{\displaystyle \sigma _{y}={\frac {\alpha _{x}x}{\sqrt {1+10^{-4}x}}}}

{\displaystyle \sigma _{z}={\frac {\alpha _{z}x}{s_{z}(x)}}}

### Таблица классов устойчивости Пасквилла
| Скорость ветра, м/с | Классы устойчивости атмосферы A-F           | Классы устойчивости атмосферы A-F           | Классы устойчивости атмосферы A-F           | Классы устойчивости атмосферы A-F | Классы устойчивости атмосферы A-F |
| Скорость ветра, м/с | Дневное время. Уровень солнечного освещения | Дневное время. Уровень солнечного освещения | Дневное время. Уровень солнечного освещения | Ночное время. Облачность          | Ночное время. Облачность          |
| Скорость ветра, м/с | Сильный                                     | Средний                                     | Слабый                                      | >50%                              | <50%                              |
| <2                  | A                                           | A-B                                         | B                                           | E                                 | F                                 |
| 2-3                 | A-B                                         | B                                           | C                                           | E                                 | F                                 |
| 3-5                 | B                                           | B-C                                         | C                                           | D                                 | E                                 |
| 5-6                 | C                                           | C-D                                         | D                                           | D                                 | D                                 |
| >6                  | C                                           | D                                           | D                                           | D                                 | D                                 |

### Модель Сеттона
Первоначально Сеттон получил формулу для наземных источников загрязнений, которая подтвердилась результатами наблюдений в Портоне (Англия) при равновесных условий для сравнительно небольших расстояний (несколько сотен метров).
Распределение примеси вблизи точечного источника в разных направлениях описывается гауссовским законом. Концентрация примеси в точке {\displaystyle (x,y,z)} от источника, расположенного в начале координат, пропорциональна произведению

{\displaystyle p_{y}={\frac {1}{\sigma _{y}{\sqrt {2\pi }}}}\exp(-{\frac {y^{2}}{2\sigma _{y}^{2}}})}

на аналогичные функции {\displaystyle p_{z}} и {\displaystyle p_{x}}
- {\displaystyle \sigma _{y}^{2}} дисперсия распределения примеси в направлении {\displaystyle y}

{\displaystyle \sigma _{i}^{2}={\frac {1}{2}}c_{i}^{2}({\overline {u}}t)^{2-n}}
- {\displaystyle c_{i}} некоторые коэффициенты
- {\displaystyle {\overline {u}}} средняя по высоте скорость ветра
- {\displaystyle t} время после момента действия источника (в случае мгновенного источника), для непрерывного источника полагается, что {\displaystyle t=x/{\overline {u}}}
- {\displaystyle i=1,2,3} соответствует {\displaystyle x,y,z}
- параметр {\displaystyle n} можно определить вертикальному профилю скорости ветра, тем самым косвенно учесть условия стратификации

## Модель турбулентной диффузии
Полное уравнение массопереноса в общем виде описывается уравнением турбулентной диффузии

{\displaystyle {\frac {\partial C}{\partial t}}+{\frac {\partial }{\partial x}}u\cdot C+{\frac {\partial }{\partial y}}v\cdot C+{\frac {\partial }{\partial z}}\omega \cdot C={\frac {\partial }{\partial x}}D_{x}{\frac {\partial C}{\partial x}}+{\frac {\partial }{\partial y}}D_{y}{\frac {\partial C}{\partial y}}+{\frac {\partial }{\partial z}}D_{z}{\frac {\partial C}{\partial z}}}
Граничное условие

{\displaystyle D_{z}{\frac {\partial C}{\partial z}}+\omega C=\beta C}
- {\displaystyle C} - концентрация загрязняющего вещества [г/м3]
- {\displaystyle D_{x},D_{y},D_{z}} - коэффициенты турбулентной диффузии [м2/с]
- {\displaystyle u} - средняя скорость ветра вдоль оси {\displaystyle x}, [м/с]
- {\displaystyle v} - средняя скорость ветра вдоль оси {\displaystyle y}, [м/с]
- {\displaystyle \omega } - средняя скорость седиментации частиц загрязняющего вещества, [м/с]
- {\displaystyle \beta } - постоянная [м/с]. При {\displaystyle \beta =0} граничное условие означает, что поток на поверхности равен нулю, все загрязняющее вещество остается в атмосфере "отражаясь" от поверхности земли. При {\displaystyle \beta =\infty } загрязняющее вещество "прилипает" к поверхности. В промежуточном случае {\displaystyle 0<\beta <\infty } вещество частично "отражается" частично "прилипает", обычно рассматриваются лишь две крайние возможности - "отражение" или "прилипание".

Аналитическое решение уравнение турбулентной диффузии имеет в частных случаях в предположениях конкретных функций коэффициентов диффузии от координат.

пример решения 3D-уравнения турбулентной диффузии - метод конечных элементов

пример решения 3D-уравнения турбулентной диффузии - метод конечных элементов

### Решение уравнения турбулентной диффузии при постоянных коэффициентах диффузии и однородных граничных условиях
Решение уравнения турбулентной диффузии при постоянных коэффициентах турбулентной диффузии {\displaystyle D_{x},D_{y},D_{z}} при действии постоянного точечного источника загрязнения с учетом однородных граничных условий

{\displaystyle u{\frac {\partial C}{\partial x}}=D({\frac {\partial C}{\partial x}}+{\frac {\partial C}{\partial y}}+{\frac {\partial C}{\partial z}})+Q\delta (r)}
- {\displaystyle Q\delta } - Действие постоянного точечного источника загрязнения, {\displaystyle \delta } - дельта-функция Дирака
- {\displaystyle Q} - Мощность точечного источника загрязнения, [г/с]
- {\displaystyle r} - Расстояния от источника, [м]
- {\displaystyle D=D_{x}=D_{y}=D_{z}} - Коэффициент турбулентной диффузии, [м2/с]

Решение уравнения

{\displaystyle C(x,y,z)={\frac {Q}{4\pi Dr}}\exp[-{\frac {u}{2D}}(r-x)]}

Согласно этой модели, зависимость концентрации от расстояния до источника носит гиперболический характер, в то время как по модели Гаусса эта зависимость носит характер экспоненциального закона убывания.

### Решение уравнения турбулентной диффузии при постоянных коэффициентах диффузии при краевом условии "отражение"
Решение уравнения турбулентной диффузии при {\displaystyle u=const}, и наличие в точке {\displaystyle x=0,y=0,z=h},   стационарного точечного источника загрязнения и при краевом условии «отражения» на уровне {\displaystyle z=0}:

{\displaystyle D_{z}{\frac {\partial C}{\partial z}}+\omega C=0,z=0}

{\displaystyle C(x,y,z)={\frac {Q}{2\pi x{\sqrt {D_{y}D_{z}}}}}\exp[-{\frac {uy^{2}}{4D_{x}\cdot x}}]\{\exp[-{\frac {u(z-h)^{2}}{4D_{z}\cdot x}}]+\exp[-{\frac {u(z+h)^{2}}{4D_{z}\cdot x}}]\}}

### Решение стационарного уравнения турбулентной диффузии при степенной зависимости вертикального коэффициента турбулентной диффузии
Математическая постановка задачи

{\displaystyle u{\frac {\partial C}{\partial x}}=D_{y}{\frac {\partial ^{2}C}{\partial y^{2}}}+{\frac {\partial }{\partial z}}D_{z}(z){\frac {\partial C}{\partial z}}}
Граничное условие либо "отражение", либо поглощение.
- Уравнение записано в пренебрежении диффузии вдоль направления ветра (ось {\displaystyle x})
- {\displaystyle D_{y}=const} коэффициент горизонтальной турбулентной диффузии, [м2/с]
- {\displaystyle D_{z}(z)=D_{1}({\frac {z}{z_{1}}})^{1-1/p}} коэффициент вертикальной турбулентной диффузии м2/с]
- {\displaystyle p} параметр термической устойчивости воздуха, {\displaystyle p=\infty } - безразличная стратификация; {\displaystyle p>0} - устойчивая стратификация; {\displaystyle p<0} - конвекция

## Методика ОНД - 86
В России и некоторых других странах бывшего СССР для расчета локального загрязнения атмосферы выбросами промышленных предприятий применяется методика ОНД-86, сводящая к последовательности аналитических выражений, полученных в результате аппроксимации разностного решения уравнения турбулентной диффузии. Методика ОНД-86 позволяет рассчитывать максимально возможное распределение концентрации выбросов в условиях умеренно неустойчивого состояния атмосферы и усредненные по 20-30 минутному интервалу, но не учитывает такие факторы, как класс устойчивости атмосферы и шероховатость подстилающей поверхности.Методика применима для расчёта концентраций примеси на удалении от источника не более 100 км.